# Hugo Grotius

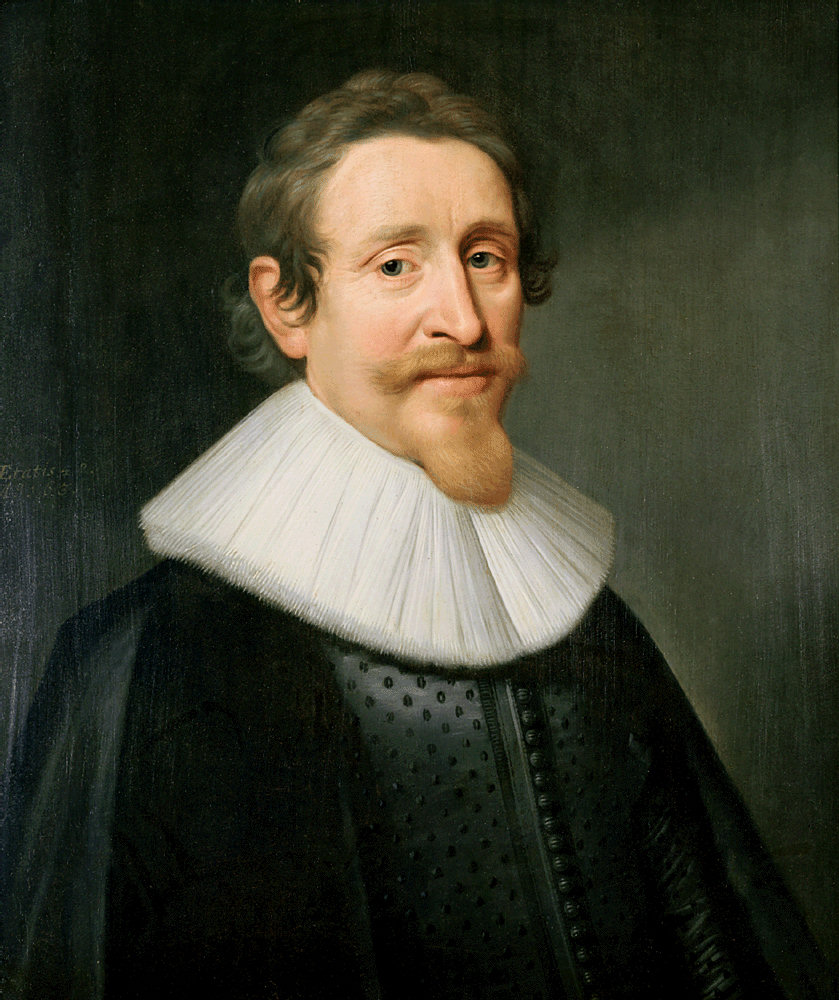
Hugo Grotius – Porträt von Michiel Jansz van Mierevelt, 1631
Grotius’ Unterschrift:

Hugo Grotius (niederländisch Huigh oder Hugo de Groot; * 10. April 1583 in Delft, Republik der Vereinigten Niederlande; † 28. August 1645 in Rostock, Mecklenburg) war ein politischer Philosoph, reformierter Theologe, Rechtsgelehrter und früher Aufklärer sowie Vorkämpfer des Toleranzgedankens in religiösen Fragen.
Grotius gilt als einer der intellektuellen Gründungsväter des Souveränitätsgedankens, der Naturrechtslehre und des aufgeklärten Völkerrechts. Er begründete eine eigenständige systematische Völkerrechtswissenschaft. Sein Hauptwerk De Jure Belli ac Pacis libri tres wurde 1625 veröffentlicht.

## Biografie
Grotius wurde in eine wohlhabende calvinistische Familie geboren. Er galt als Wunderkind, das bereits im Alter von zwölf Jahren fließend Latein und Griechisch sprach und auf Latein Verse verfasste, die wegen ihrer Eleganz und Subtilität auch von Gelehrten gerühmt wurden. Grotius studierte bereits mit elf Jahren an der Universität Leiden, wo er zunächst die üblichen Kurse in den freien Künsten absolvierte. Hier stand er unter Aufsicht und Leitung des Theologen Franz Junius. Im Zuge einer Reise nach Frankreich wurde ihm 1599 von der Universität Orléans ein Ehrendoktortitel verliehen. Auch am französischen Hofe konnte Grotius beeindrucken. Der französische König Heinrich IV. stellte ihn dort als „le miracle de la Hollande“ vor und verlieh ihm eine goldene Kette mit seinem Bildnis als Anhänger.

Hugo Grotius und die Bücherkiste, Illustration von G. Sibelius, 1771

Grotius machte schnell Karriere, erhielt mit sechzehn Jahren schon seine Zulassung als Anwalt, wurde 1607 advocaat-fiscaal (Staatsanwalt) der Staaten von Holland und 1613 Pensionär (Stadtsyndikus) von Rotterdam. Zu dieser Zeit befand sich seine Heimat im Konflikt mit Spanien und Portugal über den Seehandel mit Indien. Aufgrund dessen veröffentlichte Grotius 1609 die Schrift Mare Liberum, die das niederländische Begehren eines freien Handels zur See unterstützt und juristisch begründet. Er unterstützte die Staaten von Holland in ihrem Konflikt mit orthodoxen Calvinisten und dem Statthalter Prinz Moritz von Oranien. Grotius veröffentlichte im Zuge der heftigen Parteikämpfe eine Reihe von Streitschriften. Darin erinnerte er daran, dass die aristokratisch-republikanische Verfassung die historisch begründete Verfassung der Niederlande sei, und trat für das Recht des Staates ein, auch über geistliche und kirchliche Dinge zu entscheiden. Diese Publikationen sollten sich als für ihn verhängnisvoll erweisen. Nachdem die orthodoxen Calvinisten die Oberhand im Konflikt erlangt hatten, wurde Grotius 1618 gemeinsam mit Johan van Oldenbarnevelt auf Betreiben Moritz’ von Oranien verhaftet. Oldenbarnevelt wurde 1619 hingerichtet, Grotius im Mai 1619 zu Gefängnis auf Lebenszeit und einer Konfiskation seines Vermögens verurteilt. Grotius wurde im Urteil unter anderem schuldig befunden, die religiösen Zustände erschüttert und für die Landesverfassung gefährliche Grundsätze aufgestellt und weiterverbreitet zu haben. Anschließend wurde er zur Haft ins Schloss Loevestein gebracht. Dorthin durften ihn Frau und Kinder begleiten, und auch seine wissenschaftlichen Studien durfte er fortsetzen. Während der Haft begann er auch sein wohl berühmtestes Werk, De jure belli ac pacis. Des Weiteren gestattete man ihm, sich Bücher schicken zu lassen und diese wieder zurückzugeben. Dieses Privileg nutzte er im März 1621 zur Flucht: Seine Frau Marie Reigersberg packte ihn in die Bücherrückgabekiste, und so entkam Grotius getarnt als Stapel theologischer Bücher. Sowohl das Rijksmuseum in Amsterdam als auch das Museum Prinsenhof in Delft behaupten, im Besitz der Original-Bücherkiste zu sein.

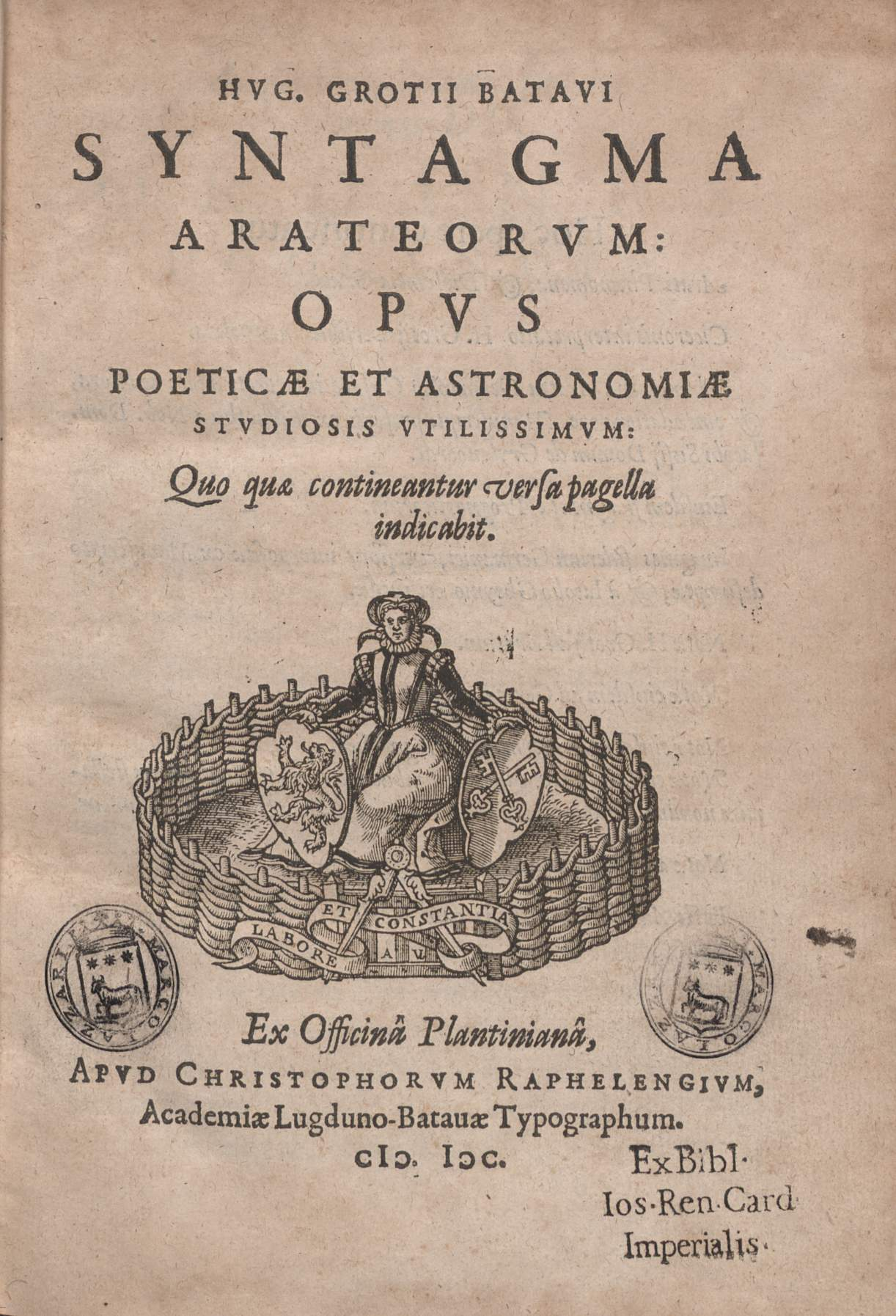
Batavi Syntagma Arateorum

Seine Flucht führte ihn über Antwerpen schließlich nach Paris, wo er ehrenvoll und freundlich aufgenommen wurde. Hier war er ab 1622 von einer nur unregelmäßig gezahlten Pension von 3000 Livres des französischen Königs abhängig und betätigte sich vor allem als Verfasser von theologischen, juristischen, geschichtlichen und poetischen Werken. Unter anderem griff Grotius in dieser Zeit ein altes Projekt auf und erstellte Vorschläge für eine Wiedervereinigung der römisch-katholischen und der protestantischen Konfessionen. Zeitweise war Grotius dann im Gespräch als Direktor einer neu zu gründenden Akademie in Friedrichstadt im Herzogtum Schleswig; die Pläne zerschlugen sich aber. Nach dem Tod Moritz’ von Oranien im Jahr 1625 gelang es 1630, die Konfiszierung seines Vermögens rückgängig zu machen, und im Herbst 1631 kehrte er sogar in die Niederlande zurück. Seine Hoffnungen, eine ihm freundlicher gesinnte Umgebung vorzufinden, wurden aber enttäuscht; nachdem die Republik der Vereinigten Niederlande einen Preis auf seine Verhaftung ausgelobt hatte, musste er im folgenden Frühjahr seine Heimat wieder verlassen. Hugo Grotius hielt sich zunächst 1632 in Blankenese (Dockenhuden) auf, wo er bei seinem Landsmann Julio de Moor Zuflucht fand. Dort ist heute der Grotiusweg nach ihm benannt. Danach wohnte er in der Holländischen Reihe in Altona und in der später nach ihm benannten Straße Grootsruhe in Hamburg-Hamm, wo er bis 1634 blieb. Nachdem er in schwedische Dienste getreten war, verließ Grotius Hamburg und diente der schwedischen Königin Christina als Botschafter in Frankreich, so dass er im Dreißigjährigen Krieg eine Schlüsselrolle in den Verhandlungen zwischen Schweden und Frankreich als zwei der wichtigsten Kriegsparteien einnahm. Seine diplomatischen Aktivitäten werden allerdings in der Geschichtsschreibung eher zurückhaltend beurteilt. Mit der Zeit reifte in ihm jedoch der Entschluss, von seiner Stellung entbunden zu werden, und 1645 wurde ihm dies unter Vorbehalt anderweitiger Verwendung gewährt. Nachdem Grotius vom schwedischen Kanzler Axel Oxenstierna nach Stockholm einbestellt worden war und Unterredungen über seine künftige Stellung ergebnislos geblieben waren, erlitt er auf der Rückreise am 17. August Schiffbruch in der Ostsee. Dem Tode nur mit Not entronnen, erreichte er neun Tage später Rostock. Zu diesem Zeitpunkt war er schon schwer erkrankt. Hugo Grotius verstarb zwei Tage später am 28. August 1645.
Grotius lebte in einer Zeit intensiver Spannungen zwischen verschiedenen calvinistischen Gruppen in den Niederlanden, den Remonstranten und den Contraremonstranten, die in der Prädestinationslehre gegensätzliche Positionen vertraten. Später erlebte er den Dreißigjährigen Krieg aus nächster Nähe. Es verwundert nicht, dass ein Großteil seines Werkes sich um den Ausgleich zwischen den Denominationen dreht und sich mit der Frage eines gerechten Krieges befasst.

## Werk

### Wegweisende Werke
1604/05 verfasste Grotius mit De jure praedae („Über das Prisenrecht“) ein Rechtsgutachten für die Niederländische Ostindien-Kompanie. Es enthält bereits die Grundgedanken seines späteren Hauptwerkes, blieb aber bis 1868 unveröffentlicht. Lediglich ein Kapitel daraus wurde 1609 zunächst anonym unter dem Titel Mare Liberum („Das freie Meer“) veröffentlicht. Die katholische Kirche indizierte Mare Liberum umgehend, da es die päpstliche Weltordnung untergrub. Die Streitschrift griff die Monopolansprüche des spanischen und portugiesischen See- und Kolonialhandels an, welcher die Ressourcen des holländischen Handelsstaates bis zum Erlahmen einzuschränken drohte. Grotius formulierte hier einen revolutionären neuen Grundsatz, indem er erklärte, an den Meeren könne niemand Eigentum begründen (res extra commercium). Sie dürften als internationale Gewässer von allen Nationen zur Handelsschifffahrt genutzt werden. Auch England, mit den Holländern heftig um die Herrschaft im Welthandel konkurrierend, widersetzte sich dieser Idee und behauptete mit John Seldens Mare clausum eine weiträumige Gewässerhoheit um die Britischen Inseln. Grotius’ Landsmann Cornelis van Bynkershoek bejahte das Eigentum am Meer nur für die Reichweite der damaligen Geschütze. Mit dieser sinnvollen Einschränkung, der Dreimeilenzone, sollte sich Grotius’ „Freiheit der Meere“ schließlich als Grundlage des modernen Seerechts durchsetzen.

Hugo Grotius

Die Debatte hatte wichtige ökonomische Implikationen. Die holländische Republik unterstützte im Wesentlichen die Idee des Freihandels (hielt jedoch an dem Handelsmonopol an Muskatnuss und Gewürznelken in den Molukken fest). England verbot 1651 mit der Navigationsakte die Einfuhr sämtlicher Waren, ausgenommen derer auf englischen Schiffen. Das Gesetz führte letztlich zum ersten niederländisch-englischen Seekrieg (1652–1654).
Aufbauend auf seinem unveröffentlichten ersten Werk, legte Grotius ab 1619 mit Inleiding tot de hollandsche Rechts-Geleerdheid aufsehenerregend nach. Die erst 1631 veröffentlichte Schrift legte den Grundstein für eine erste überzeugende Darstellung einer nationalen Rechtsordnung. Grotius band dazu das gesamte bestehende Gemeine Recht ein. Seine im Lichte des – insbesondere französisch geprägten – mos gallicus (auch: Elegante Jurisprudenz genannt) vorgenommene, freiheitlich-humanistische Interpretation des Corpus iuris civilis sorgte für Aufsehen. Neu war auch sein reflektiertes Verständnis für überkommenes Recht, das außerhalb der römischen Rechtstradition stand. Da Grotius seine Wertmaßstäbe mit höchst eigener Note formulierte, gilt das Buch noch heute als ein Meilenstein des Staats- und Rechtsdenkers.
Dieses Vorgehen übertrug er auf De jure belli ac pacis (libri tres) („Über das Recht des Krieges und des Friedens“) und erlangte damit den Ruf als Gründungsheros des neueren Natur- und Völkerrechts. Das 1625 in Paris erschienene Buch gilt als Grotius’ Meisterwerk, das im 17. und 18. Jahrhundert in zahlreichen Auflagen erschien. Er fordert darin ein suprakonfessionelles und supranationales Völkerrecht, das er sämtlicher moraltheologischer Ansätze und Traditionen entkleidet. Da das Völkerrecht bis dahin frei handhabbares Recht war, das keinen Zwängen unterlag und gerade deshalb auch ohne verbindliche Autorität war, bestand die Schwierigkeit für Grotius in der Aufgabe, plausibel herzuleiten, dass die Menschheit als Ganzes bereits einem sie verbindenden Naturrecht unterlag. Beschrieben wird zunächst das Recht, welches in Kriegs- und in Friedenszeiten zwischen den Völkern zu gelten habe. Da es aber die Rechtsstrukturen der ganzen Menschheit innerhalb der magna generis humani societas durchdringen musste, gründete sein Naturrecht nicht auf Hypothesen oder Axiomen, sondern auf den Zeugnissen der umfassenden menschheitlichen Rechtserfahrungen. Vornehmlich hieß das, romanistische, theologische und humanistische Vermächtnismassen zusammenzuführen und diese dem Gebot des Naturrechts zu unterwerfen, um sein Völkerrecht allgemeinverbindlich rechtfertigen zu können. Würdigend zusammengefasst, trug er (wie auch Pufendorf) zur Neutralisierung des Naturrechts einerseits bei, andererseits zur Befreiung des weltlichen Rechts von Theologie und zur Befreiung der weltlichen Macht vom Klerus.

### Rechtliches Umfeld und Einflüsse
Im Umfeld des rechtlich vorherrschenden Wissenschaftsbetriebs des usus modernus pandectarum galt Grotius über lange Zeit hinweg als Begründer des profanisierten Naturrechts und damit Wegbereiter des Vernunftrechts. Wenngleich er in De jure belli ac pacis libri tres eine alte, bereits aus der mittelalterlichen Scholastik stammende Denkformel verwendete, wonach gewisse Prinzipien der natürlichen Gerechtigkeit auch dann gelten würden, wenn Gott nicht existieren würde (etiamsi daremus, quod sine summo scelere dari nequit, non esse Deum aut non curari ab eo negotia humana ...), machte er in dem gleichen Werk auch deutlich, dass es eine naturrechtlich umrahmte natürliche Religion gebe: Alle Menschen seien also beispielsweise verpflichtet, an einen einzigen, personalen Gott zu glauben – ein Gedanke, den Grotius in seinen theologischen Werken wie Meletius und Über die Wahrheit des Christentums noch näher erläuterte. Weitere Glaubenspflichten ergeben sich nach Grotius darüber hinaus für diejenigen Menschen, denen die göttliche Offenbarung insbesondere im Evangelium bekannt gegeben werde. Derartige Glaubenspflichten aus natürlichem Recht oder göttlichem Recht seien allerdings nicht unmittelbar durchsetzbar. Dementsprechend lehnte Grotius eine gewaltsame Mission von Nichtchristen entschieden ab. Er war ein früher Verfechter des auf Gleichberechtigung beruhenden Toleranzgedankens.
Grotius, der als „Vater des Völkerrechts“ bezeichnet wurde, zählt zu den wesentlichen Gründerpersönlichkeiten des internationalen Rechts, ist aber nicht der einzige: viele seiner Gedanken finden sich auch bei den sich an Thomas von Aquin anschließenden spätscholastischen thomistischen Idealisten Francisco de Vitoria, Balthasar Ayala, Didacus Covarruvias und Francisco Suárez der Schule von Salamanca. All diese anerkannte er als bedeutende Autoritäten und zog sie immer wieder zu Rate. Die betonte und umfassende Zusammenstellung der Zeugnisse der Spanier, deren kulturelle Strahlkraft auch nicht durch die Befreiungskämpfe litt, verhalf Grotius dazu, den Naturrechtsgedanken zu einem fortschrittlichen Durchbruch zu verhelfen. Als er seinen Ruf schließlich europaweit gefestigt hatte, war das ius gentium allerorten ein Begriff und Völkerrecht bedeutete nicht notwendigerweise Kriegsrecht.
Starken Einfluss übten auf Grotius die Zeugniskraft der heiligen Schrift und die alten Kirchenväter aus. Unmittelbar wirkten auf ihn auch die altkirchlichen moraltheologischen Traditionen ein, denen er sich als bekennender Remonstrant enger verbunden sah als zumindest dem strengen Calvinismus. Damit grenzte er sich auch gegenüber dem Briten Thomas Hobbes ab, dessen englische Tradition ihn über Descartes eher zu Fragen des Nominalismusstreits führte. Grotius war zudem ein exzellenter Kenner des römischen Rechts. Dessen Vorbildcharakter machte er in der nach Rom portierten Antike einerseits fest; er spürte ihn aber auch in den späteren Lehrmeinungen auf, sowie den ethisch-moralischen Topoi der Stoa und im platonisch geprägten Skeptizismus des Universalfachmanns Cicero.

### Rezeption

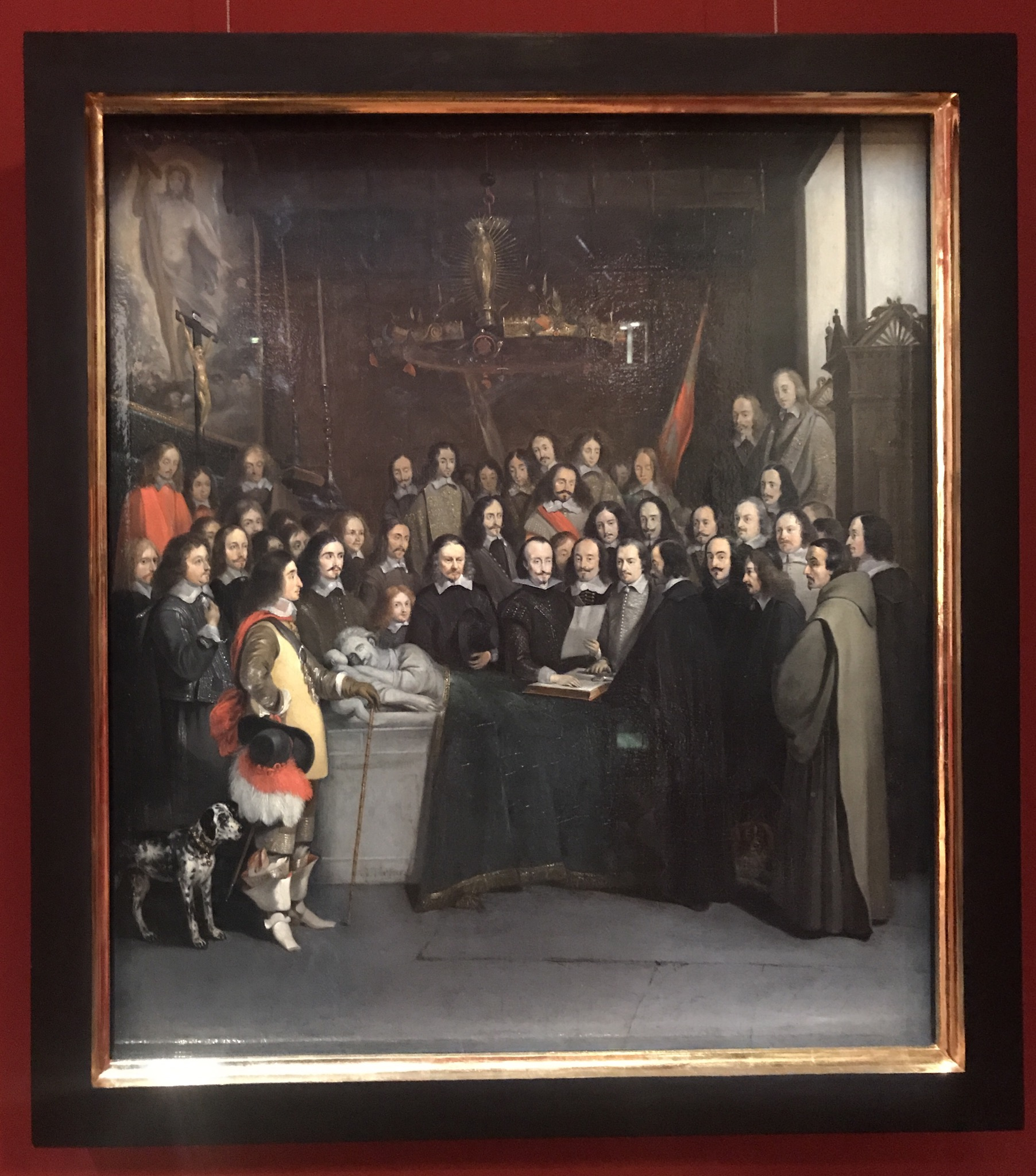
Gerard ter Borch: Allegorie auf Hugo Grotius und den Westfälischen Frieden, um 1648, Stadtmuseum Münster

Auf dem naturrechtlichen Ansatz Grotius’ bauten die deutschen Rechtsgelehrten Samuel von Pufendorf, Christian Thomasius und Christian Wolff auf. Nicht unbeachtlich ist sein Einfluss auf später im Rahmen des BGB noch diskutierte Denkansätze des Zivilrechts. Beispielsweise entwickelte er Erkenntnisse zu irrtumsrechtlichen Problemen, die später durch die sogenannte „Erklärungstheorie“ abgehandelt wurden; es wurde lange angenommen, dass diese im 19. Jahrhundert von den Spätpandektisten in die Welt gesetzt worden sei. Auch thematisierte er in innerer Auseinandersetzung zum ius divinum und ius civile später aufgegriffene Fragen zur Entstehung, zum Inhalt und zur Übertragung von Eigentum oder zur Vertragsgerechtigkeit und zur Ehe nachhaltig naturrechtlich, sodass sie auch auf Kriegszeiten anwendbar sein würden. Hierzu macht er auch Anleihen beim altrömischen Sakralrecht der Priesterkollegien der Fetialen (ius in bello).
Mit seiner Naturrechtslehre, die mit einer dosierten Minimalmoral auskam, nahm Grotius erheblichen Einfluss auf den etwas jüngeren Thomas Hobbes und dessen Naturrechtstheorie. Grotius argumentierte seine ethischen Grundsätze dergestalt, dass jeder Mensch ein Recht auf Selbsterhaltung habe. Das Selbsterhaltungsrecht rechtfertige sich nicht erst durch kulturelle Konventionen, sondern aufgrund der bloßen Existenz des einzelnen Menschen. Er ging darüber hinaus und kollektivierte den Selbsterhaltungsgedanken. Ein Volk müsse sich nicht libertär ordnen, sondern zu seinem Schutz genauso einen absoluten Monarchen wählen, ohne dass ein Widerspruch entstünde. Naturrecht werde durch absolutistische Herrschaft nicht aufgehoben, sondern für ein soziales Zusammenleben und zur Schadensabwehr gerechtfertigt. Diesen Gedanken der frühneuzeitlichen Naturrechtstheorie griff Hobbes für sein politisches Denken auf und verwendete ihn fundamental: Freiheit zum Staat, ungeteilte Macht und Gesellschaftsvertrag sowie politische Souveränität. Anders später Jean-Jacques Rousseau, der Grotius in seinem Contrat social als „Helfershelfer des Despotismus“ bezeichnen sollte.
Für die christliche Glaubenslehre (Dogmatik) wurde Grotius zum wichtigen Vorkämpfer der Mäßigung und Toleranz. Während der zweieinhalb Jahre im Kerker von Loevestein schrieb er unter wichtigen juristischen Werken den Text De veritate religionis Christianae, worin er eine religiöse Welt ohne theologische Streitfragen und Spitzfindigkeiten entwarf; in zahlreiche Sprachen übersetzt hat das Werk mehr als siebzig Auflagen erlebt. Auch nach seiner Flucht aus dem Kerker arbeitete Grotius in mäßigendem Sinne weiter bis zu den berühmten „Annotationes“ von 1641.
Autographen von ihm werden unter anderem in der Niedersächsischen Landesbibliothek aufbewahrt. In der Walhalla bei Regensburg steht eine Büste von ihm.
Der Asteroid (9994) Grotius trägt seit 2000 seinen Namen.

### Vertragsverständnis
Hugo Grotius kommt in der Geschichte des kontinentaleuropäischen Vertragsrechts eine besondere Bedeutung zu. Er steht an der Schwelle zwischen den mittelalterlichen bzw. spätscholastischen und den naturrechtlichen Vertragslehren des 17. und 18. Jahrhunderts. Als einer der Ersten konstruierte Grotius eine vom System der römischen Vertragstypen emanzipierte, ausdifferenzierte Vertragsdogmatik. Damit leistete er einen wesentlichen Beitrag zur Form- bzw. Typenfreiheit des modernen Vertragsrechts. „Grotius gilt heute allgemein als wesentlicher Vertreter, wenn nicht gar Begründer der Rechtsübertragungs- oder Veräußerungstheorien zur Begründung vertraglicher Verbindlichkeit.“

## Schriften (Auswahl)

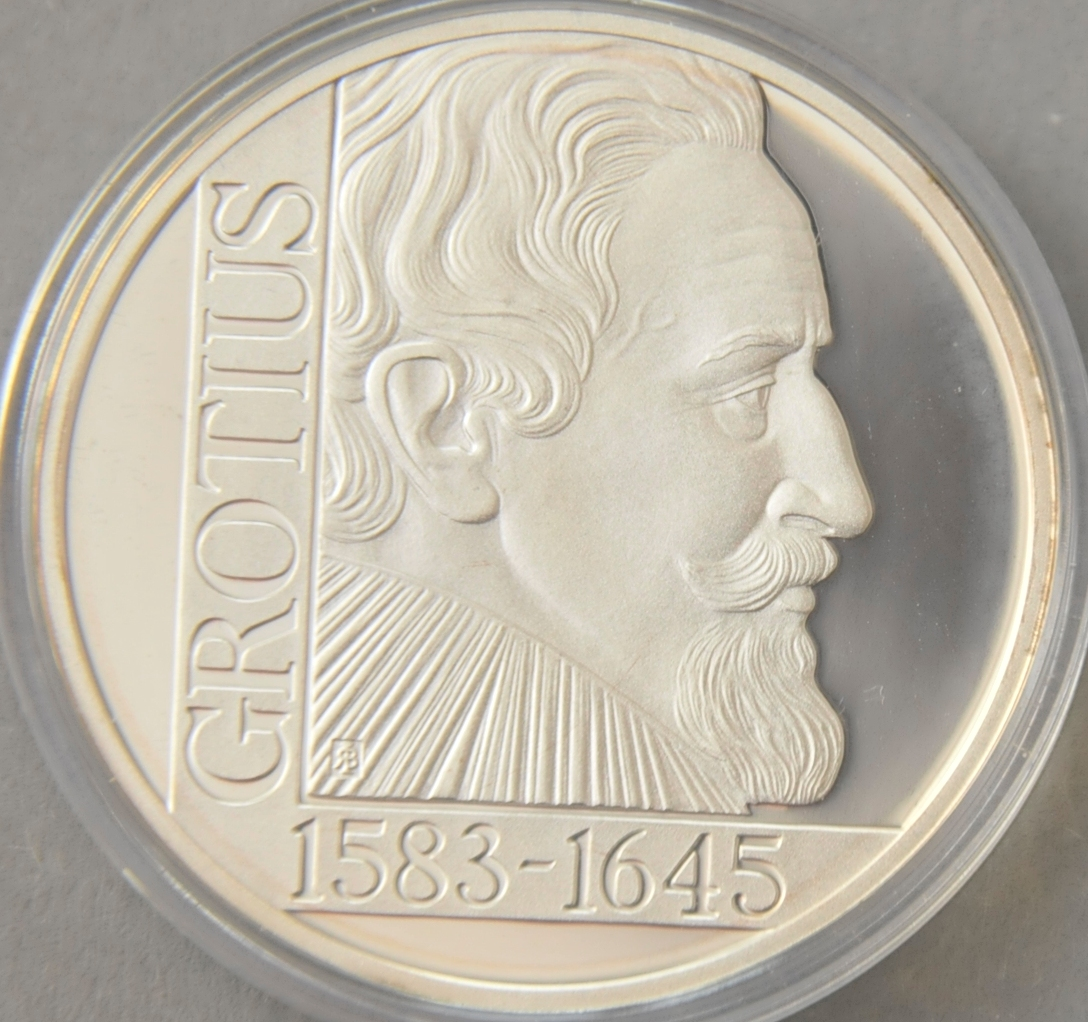
Gedenkmünze von 1995, 925er Silber, 25 ECU

Annotationes ad Vetus Testamentum, 1732

- Adamus exul (Der verbannte Adam; Tragödie). Den Haag 1601.
- De republica emendanda (Über die Verbesserung der Republik; Handschrift 1601).

De Republica Emendanda: A Juvenile Tract by Hugo Grotius on the Emendation of the Dutch Polity. Van Gorcum, Assen 1984.
- Parallelon rerumpublicarum (Vergleich von Verfassungen; Handschrift 1601–1602). Veröff. Haarlem 1801–1803.
- De Indis (Über beide Indien; Handschrift 1604–1605). Veröff. 1868 als De Jure Praedae

Commentary on the Law of Prize and Booty. Ed. Martine Julia van Ittersum (Liberty Fund, 2006).
- Christus patiens (Das Leiden Christi; Tragödie). Leiden 1608.
- Mare liberum (Die freie See; aus Kapitel 12 von De Indis). Leiden 1609.

The Free Sea. Ed. David Armitage (Liberty Fund, 2004).
- De antiquitate reipublicae Batavicae (Über das Alter der Batavischen Republik). Leiden 1610

The Antiquity of the Batavian Republic. Ed. Jan Waszink und andere (van Gorcum, 2000).
- Meletius. (Handschrift 1611).

Guillaume H. M. Posthumus Meyjes (Hrsg.): Hugo Grotius: Meletius sive De iis quae inter Christianos conveniunt epistola. Critical Edition with Translation, Commentary and Introduction. Brill, Leiden 1988, ISBN 90-04-08356-1.
- Annales et historiae de rebus Belgicus. (Annalen und Geschichte Belgiens; Handschrift 1612). Veröff. Amsterdam 1657.

The Annals and History of the Low-Countrey-warrs. Ed. Thomas Manley (London, 1665).
- Ordinum Hollandiae ac Westfrisiae pietas (Die Frömmigkeit der Stände Hollands und Westfrieslands). Leiden 1613.

Edwin Rabbie (Hrsg.): Hugo Grotius: Ordinum Hollandiae ac Westfrisiae pietas (1613). Critical Edition with English Translation and Commentary. Brill, Leiden 1995, ISBN 90-04-10385-6.
- De imperio summarum potestatum circa sacra (Über die Macht der Herrscher in religiösen Angelegenheiten; Handschrift 1614–1617). Veröffentlicht Paris 1647.

De imperio summarum potestatum circa sacra. Ed. Harm-Jan van Dam (Brill, 2001).
- De satisfactione Christi adversus Faustum Socinum (Über das Sühneopfer Christi gegen Faustus Socinus). Leiden 1617.

Defensio fidei catholicae de satisfactione Christi. Ed. Edwin Rabbie (van Gorcum, 1990).
- Inleydinge tot de Hollantsche rechtsgeleertheit (Einführung in die Holländische Rechtswissenschaft; verfasst in Loevenstein). Veröff. Den Haag 1631.

The Jurisprudence of Holland. Ed. R.W. Lee (Oxford 1926).
- Bewijs van den waaren godsdienst (Beweis der wahren Religion; didaktisches Gedicht). Rotterdam 1622.
- Apologeticus (Verteidigung der Handlungen, die zu seiner Verhaftung führten). Paris 1622.
- De jure belli ac pacis (Über das Recht des Kriegs und des Friedens). Paris 1625 (2. Aufl. Amsterdam 1631)

The Rights of War and Peace. Ed. Richard Tuck (Liberty Fund, 2005).
- De veritate religionis Christianae (Über die Wahrheit der christlichen Religion). Paris 1627. (Lateinische Prosafassung des Lehrgedichts Bewijs van den waaren godsdienst von 1622).

The Truth of the Christian Religion. ed. John Clarke (Edinburgh, 1819).
- Sophompaneas (über Josef und seine Brüder; Tragödie). Amsterdam 1635.
- De origine gentium Americanarum dissertatio (Dissertation über die Herkunft der amerikanischen Völker). Paris 1642.
- Via ad pacem ecclesiasticam (Der Weg zu religiösem Frieden). Paris 1642.
- Annotationes in Vetus Testamentum (Anmerkungen zum Alten Testament). Amsterdam 1644.
- Annotationes in Novum Testamentum (Anmerkungen zum Neuen Testament). Amsterdam / Paris, 1641–1650.
- De fato (Über das Schicksal). Paris 1648.
- Hugonis Grotii Annales et historiae de rebus Belgicis. Amstelaedami : Ioannis Blaeu, MDCLVII (1657) (Digitalisat)